# Jesjiva
Een jesjiva of (Nederlands-Jiddisj) jesjieve (ook niet-officieel geschreven als jesjiewa resp. jesjiewe) (Hebreeuws: ישיבה) is een Talmoedschool speciaal bestemd voor jongens en jongere mannen die niet gehuwd zijn. De studie zelf wordt meestal niet gevolgd om een diploma te behalen. Getrouwde mannen die na het huwelijk voltijds of deeltijds blijven leren, leren in een kollel.
De meisjesversie van een jesjiva wordt ook wel een midresjet of een seminarium genoemd. In de charedische wereld zijn vrijwel alle meisjesscholen aangesloten bij het Beis Yaakov-netwerk van charedische meisjesscholen rond de wereld.
Naast de algemene religieuze studie, kunnen sommige jesjivot hun studenten voorbereiden op een rabbinaal eindexamen. Het rabbijnendiploma dat men daarna verkrijgt heet semicha. Ook andere diploma's worden weleens gecombineerd met de studie aan de jesjiva.
Grote jesjivot in Europa bevinden zich in joods Antwerpen, Parijs, Gateshead, Manchester, Londen en Lyon.

## Soorten jesjivot
Er zijn verschillende soorten jesjivot:
- de jesjiva ketana, op middelbareschoolniveau
- de jesjiva gedola, op hogeschoolniveau
- de jesjivot voor baalé tesjoewa, nieuw-religieuze jongeren (en soms ook volwassenen).

Daarnaast is er bij de eerste twee types een onderscheid tussen de jesjivot die wel en geen seculiere vakken onderwijzen aan de leerlingen.

### Hesder jesjiva
In Israël bestaat ook de hesder jesjiva, waar men de Thorastudie combineert met de vervulling van de militaire dienstplicht. Deze duurt dan maar zestien maanden in plaats van de gebruikelijke drie jaar. In de bezette gebieden zijn de hesdersoldaten vaak zeer radicaal en aanvaarden in gewetenskwesties alleen orders van hun rabbijnen. Meermalen hebben ze geweigerd orders van de legerleiding uit te voeren bij de ontruiming van illegale nederzettingen.
Hesder jesjiva's zijn verbonden met de orthodox-joodse stroming van het religieus zionisme dat in tegenstelling tot de orthodox-joodse stroming van het charedisch jodendom positief ten opzichte van het zionisme en in het verlengde daarvan aan deelname aan het Israëlische leger staat.

## Beroemde jesjivot
- Yeshivat chevron, Jeruzalem
- Yeshivat Mir, Jeruzalem
- Yeshivat Brisk, Jeruzalem
- Beis Midrash Govoha, Lakewood, Virginia, Verenigde Staten

## Amsterdam
In Amsterdam biedt de charedische school het Cheider, gevestigd in de wijk Buitenveldert, ook dergelijk onderwijs. De school is strikt gescheiden tussen jongens en meisjes. Jongens besteden meer tijd aan religieuze lessen dan meisjes. Schooltijden van acht uur 's ochtends tot halfzes in de middag zijn er niet ongebruikelijk, vanwege de combinatie van een regulier vmbo-, havo- of vwo- curriculum en een even intensief religieus curriculum.
Daarnaast is in de synagoge aan de Lekstraat in Amsterdam het charedische Kollel Chacham Tzvi gevestigd, waar getrouwde (jonge)mannen studeren onder leiding van rabbijn Yaakov Shatz. De studenten daar zijn voornamelijk uit het buitenland afkomstig, o.a. Israël, Duitsland en het Verenigd Koninkrijk.
Ook is er tegenwoordig een beet midrasj aan de Kastelenstraat in Buitenveldert. In dit joodse leerhuis worden veel lezingen gegeven en is er mogelijkheid tot zelfstudie. 's Middags is er een kleine jesjiva geopend onder leiding van rabbijn Banet.

## Antwerpen
In Antwerpen is er het Israëlitisch Atheneum Jesode-Hatora Beth-Jacob, waarvan het programma door het Vlaamse onderwijsministerie erkend en gesubsidieerd wordt, omdat er ook andere, algemeen vormende, vakken gegeven worden.
Daarnaast bevindt zich in Antwerpen-Wilrijk de grote en internationaal bekende charedische Yeshivas Eitz Chaim, waar circa 140 studenten van over de hele wereld studeren.
In de joodse wijk van Antwerpen bevinden zich verder nog talloze jesjivot voor de Antwerpse charedisch-joodse jeugd; dat zijn duizenden jongeren.